# Bispado Latino de Modon
A Diocese de Modon ou Medone (em latim: Dioecesis Mothonensis) era uma diocese "latina" (católica romana) localizada na cidade de Modon, na Messênia, na região do Peloponeso na Grécia. Foi estabelecido no lugar da preexistente Sé Ortodoxa Grega após a Quarta Cruzada, com a criação do Principado da Acaia e o estabelecimento do domínio veneziano sobre Modon em 1209.
Após sua queda para o Império Otomano, em 1506 foi suprimido e tornou-se uma sé titular.

## História
- cerca de 1205: Estabelecido como Diocese de Modone[2]
- 1506: Suprimido como Sé Episcopal Titular de Modon[2]
- 1925: Renomeada como Sé Episcopal Titular de Methone[2]

## Ordinários

### Diocese de Modon
- Leonardo Patrasso (1295 - 17 de junho de 1297, foi nomeado Bispo de Aversa)
- Ludovico Morosini (1390 - 1407) [4]
- Antonio Correr, CRSA (24 de fevereiro de 1407 - 31 de março de 1407, foi nomeado Bispo de Bolonha ) [5]
- Marino de' Bernardini, OSA (23 de fevereiro de 1428 - 25 de setembro de 1430, foi nomeado Arcebispo de Corfù)
- Gabriele Jacobi (15 de dezembro de 1432 - 20 de maio de 1448, foi nomeado Bispo de Capodistria)
- Angelo Fasolo (7 de novembro de 1459 - 16 de setembro de 1464, foi nomeado Bispo de Feltre)
- Johann Ostwein (12 de março de 1472 - 1491, morreu)
- Em 1506 foi extinta.